# Mihail Macrea
Mihail Macrea (n. 1908, Săcel, Sibiu – d. 1967), a fost un istoric, profesor universitar și arheolog, bursier al Școlii Române din Roma și membru al Institutului de Istorie din Cluj. A debutat cu o lucrare despre un desen inedit din epoca Renașterii referitor la Columna Traiana (Ephemeris, VII, 1937, p. 77-116). Face cariera academică la Cluj și a se afirmă cu lucrarea fundamentală Viața în Dacia Romană. Întreprinde cercetări arheologice la:
- Castrul roman Resculum[2] în anul 1936,
- Castrul roman Cumidava în anul 1939,
- Castrul roman Augustia în anul 1950,
- Castrul roman de la Orheiu Bistriței,
- Castrul roman de la Buciumi [2] între anii 1963-1967.